# Odair Souza
Odair Souza, mais conhecido como Neném (Urubici, 4 de fevereiro de 1982), é um futebolista brasileiro que atua como meia e volante. Atualmente está sem clube.

## Carreira
Iniciou sua carreira no time local Guarani Palhoça. Depois de passar sem sucesso pelo Atlético Paranaense, Figueirense, Goiás, Londrina, Criciúma, Caxias e Veranópolis, Neném se tornou meio campo da Chapecoense em 2009. e foi renovando seu contrato com o time do oeste aonde joga atualmente com a camisa 10.
Um ano antes de o time de Santa Catarina subir para a série B. Era reserva e estreou no segundo tempo em uma partida perdida por 2–1 contra o Icasa. Neném participou de 14 partidas durante a campanha bem sucedida, a qual levou a Chapecoense a série A pela primeira vez na história do time sulista. Neném fez sua melhor partida em 11 de maio de 2014 novamente como reserva em uma partida perdida por 2–1 contra o Grêmio.Em 2018 Renovou seu contrato com a  Chapecoense  e voltou a vestir a camisa Numero 10. 
No dia 21 de março em partida válida pelo Campenato Catarinense contra o Hercílio Luz chegou a marca de 300 jogos com a camisa da Chape.

## Títulos
Chapecoense
- Campeonato Catarinense: 2011, 2016, 2017
- Copa Sul-Americana: 2016[5]

## Voo LaMia 2933
Neném não embarcou no Voo LaMia 2933, que caiu perto de Medellín, onde 71 pessoas morreram.